# 新安水库 (晋江)
新安水库是中国福建省泉州市晋江市磁灶镇境内的一座水库，位于梅溪上，建于1960年。水库正常库容为1030万立方米，集雨面积为12平方千米，海拔为30米。